# ルイス・デ・ラ・クルス・イ・リオス
ルイス・デ・ラ・クルス・イ・リオス（Luis de la Cruz y Ríos、1776年6月21日 - 1853年7月20日）は、スペイン、カナリア諸島生まれの画家である。おもに肖像画を描いた。

## 略歴
スペイン領カナリア諸島のテネリフェ島の町、プエルト・デ・ラ・クルス(Puerto de la Cruz)で、画家、木彫り彫刻家のマヌエル・デ・ラ・クルス（Manuel de la Cruz）の息子に生まれた。父親から美術を学んだ後、サンタ・クルス・デ・テネリフェの画家、フアン・ベントゥーラ・デ・ミランダ（Juan Ventura de Miranda: 1723-1805）の弟子になった。1795年から1810年の間はプエルト・デ・ラ・クルスに自分の工房を開き活動した。22歳でグラン・カナリア島のラス・パルマスの教会の宗教画を描いた。1800年には町の民兵隊の将校に任命され、1808年まで様々な民兵としての職務を果たした。1808年にプエルト・デ・ラ・クルスの市長を務めテネリフェ島で教えていたが、1816年ころスペイン王フェルナンド7世の宮廷画家として招かれ、マドリードに移った。
スペイン立憲革命の中、1823年にデ・ラ・クルス・イ・リオスはマドリードから政治的な理由でパリに亡命し、スペインに侵攻したフランス軍とスペインに戻った。1825年にフランス王シャルル10世から騎士（Ordre de Saint-Michel）に叙せられた。フェルナンド7世に多くの公職に任命され、1833年にイザベル・ラ・カトリカ勲章(Orden de Isabel la Católica)を受勲した。フェルナンド7世を継いだスペイン女王イサベル2世からも俸給を与えられた。
1853年に故郷に戻る途中にアンダルシアのアンテケーラで亡くなった。

## 作品

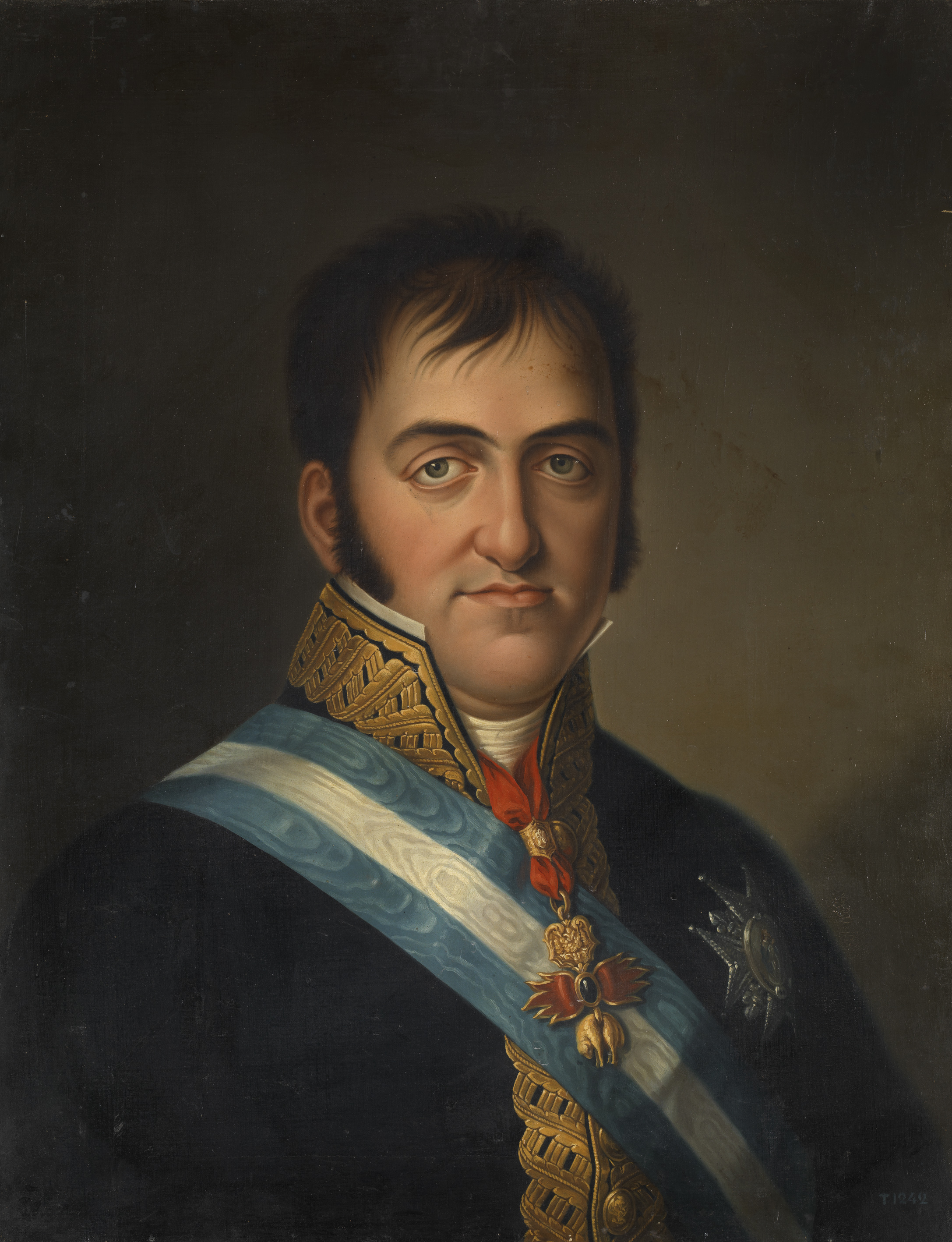
フェルナンド7世 (スペイン王) (c.1825) プラド美術館
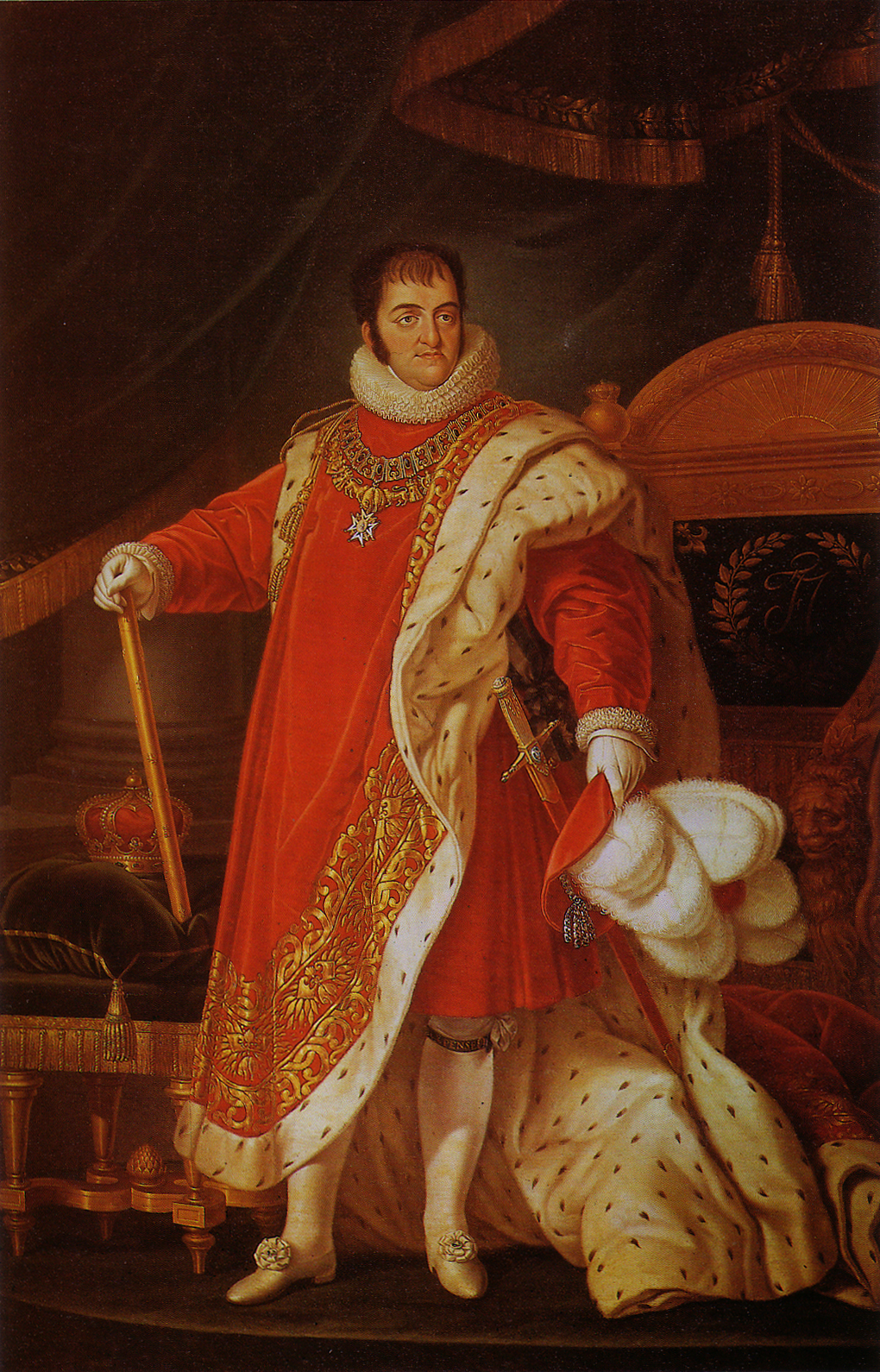
フェルナンド7世の肖像画 須磨コレクション(長崎県美術館)
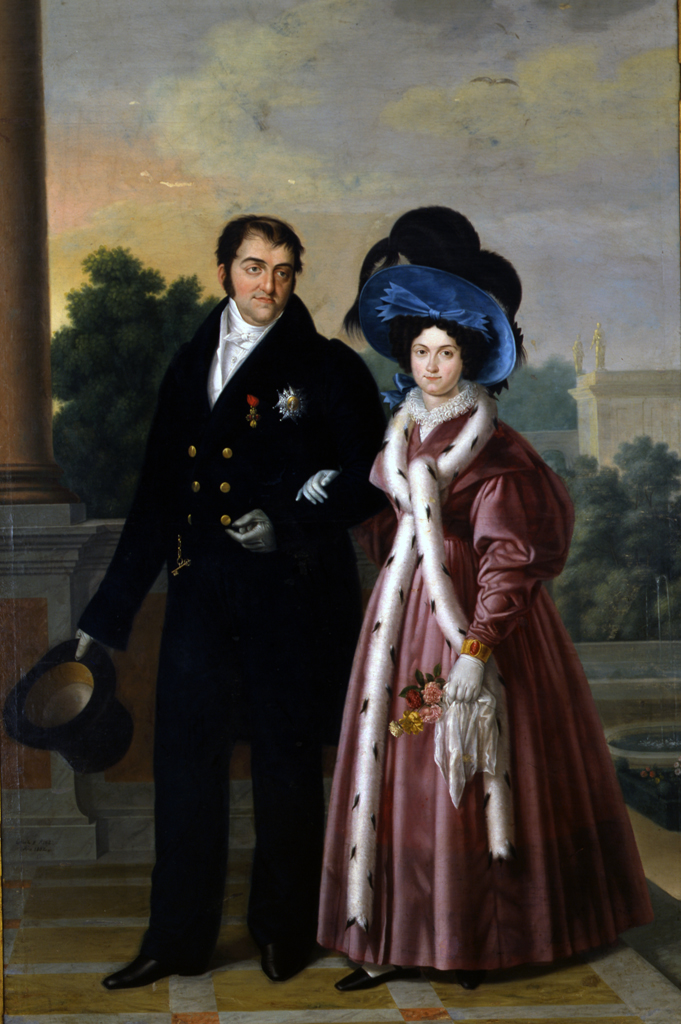
フェルナンド7世と王妃マリア・クリスティーナ(1832) アストゥリアス美術館
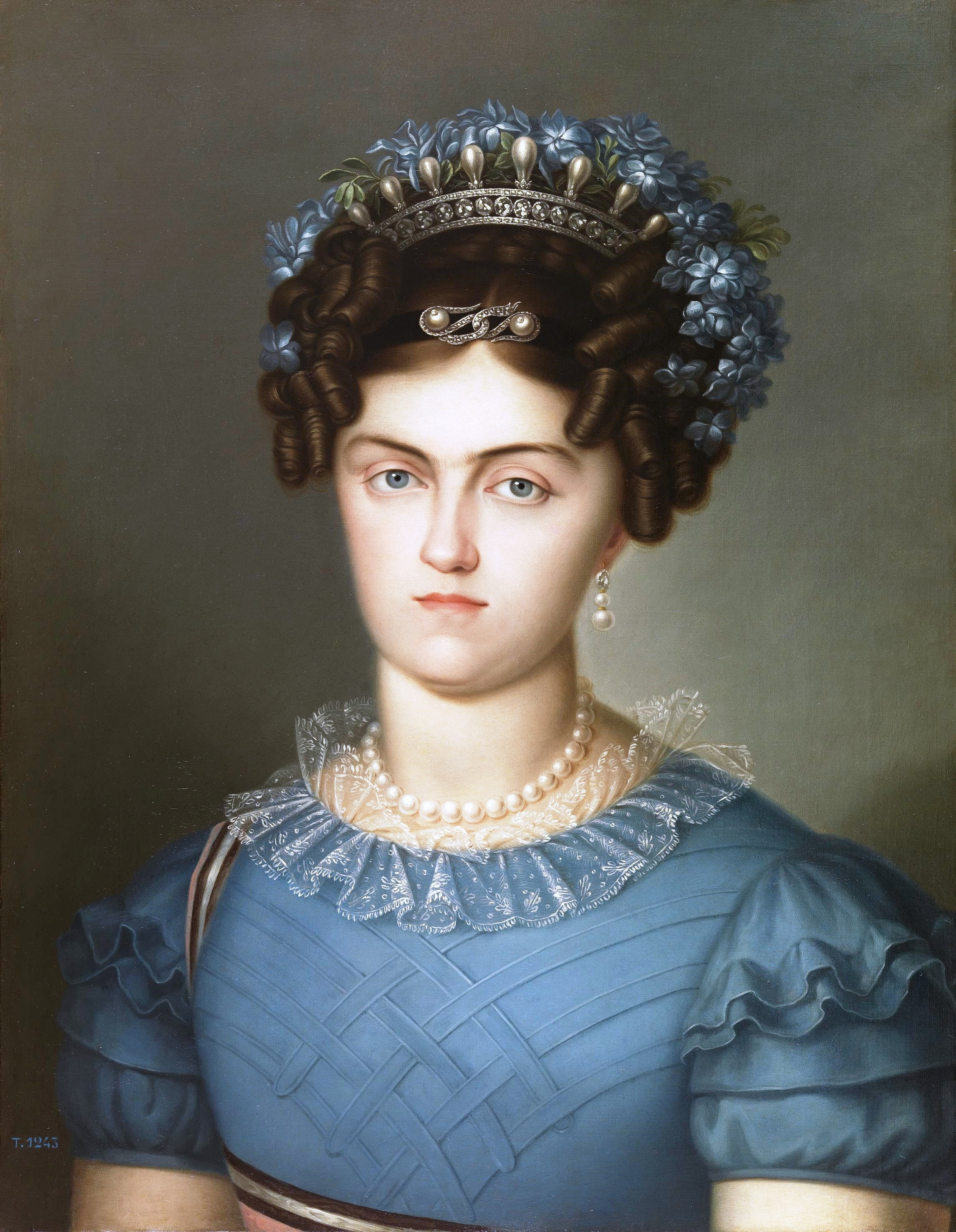
マリア・ホセファ・デ・サホニア(c.1825) プラド美術館
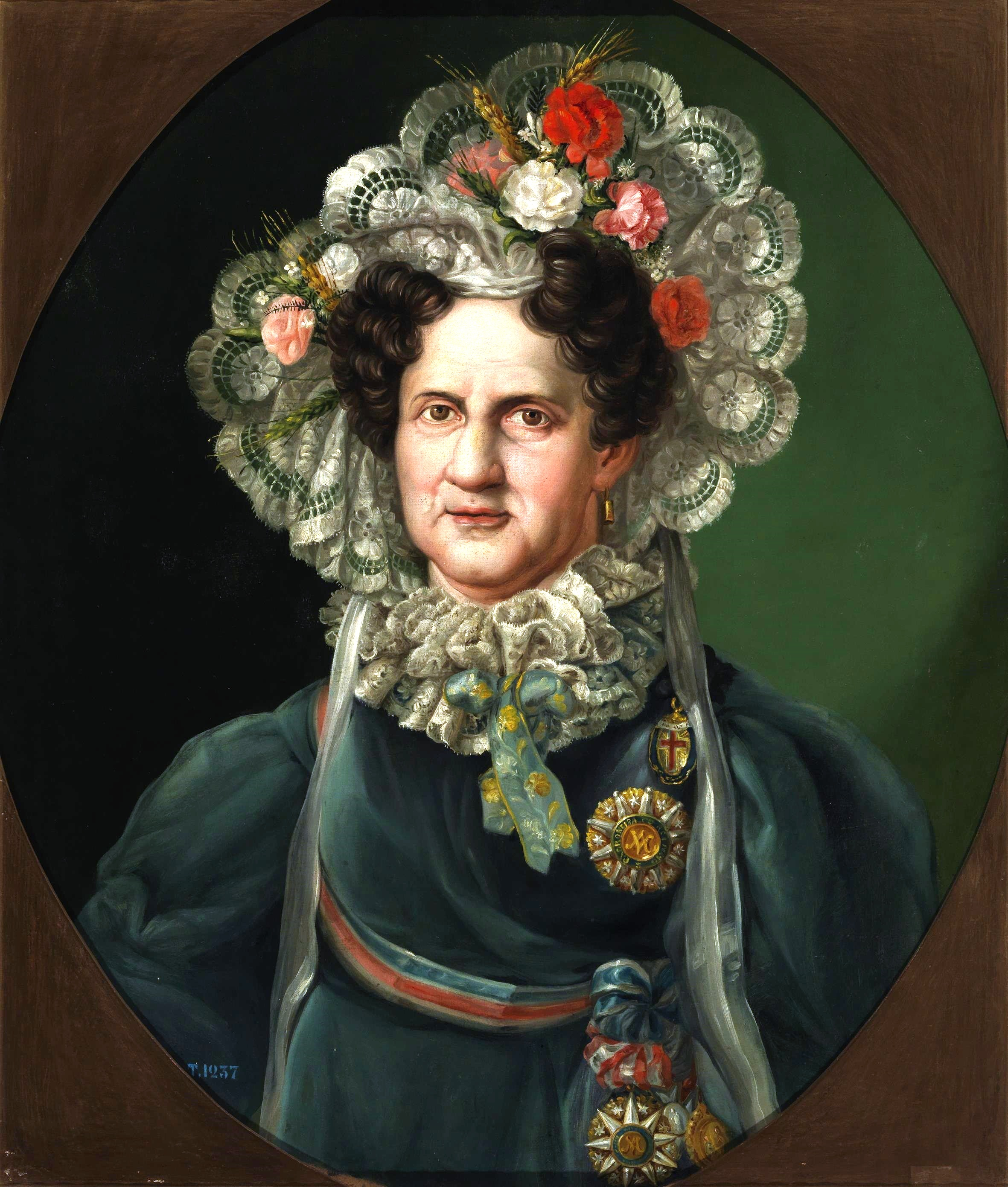
カルロッタ・ジョアキナ・デ・ボルボン (c.1825) プラド美術館
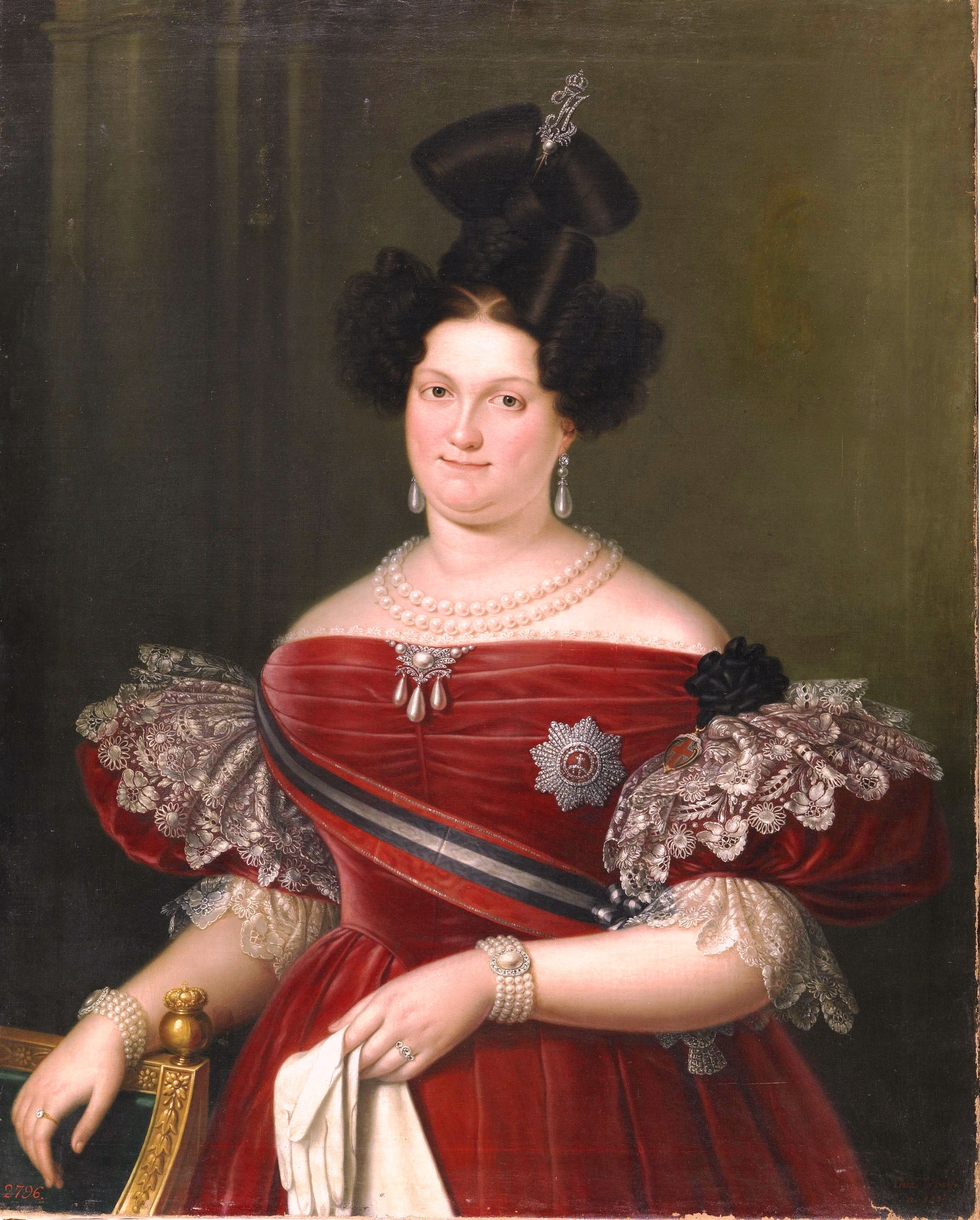
マリア・クリスティーナ・デ・ボルボン＝ドス・シシリアス (1833) プラド美術館